# معركة سلانكامين
معركة سلانكامين (بالتركية: Salankamen Muharebesi)‏ وقعت في 19 أغسطس 1691م بسلانكامين التي تبعد عن بلغراد حوالي 40 ميل. بين القوات العثمانية وقوات الإمبراطورية الرومانية المقدسة وتشكل جزء من الحرب التركية العظمى انتهت المعركة بانتصار الإمبراطورية الرومانية المقدسة.